# Plantin (stație de premetrou din Antwerpen)
Plantin este o stație a premetroului din Antwerpen, care face parte din rețeaua de tramvai din Antwerpen. Stația este situată sub intersecția străzilor Simonsstraat și Plantin en Moretuslei.

## Caracteristici
Stația Plantin este una de mici dimensiuni și reprezintă prima oprire subterană pentru tramvaiele liniei 2 (venind dinspre Hoboken), liniei 6 (venind dinspre Olympiade), liniei 9 (venind dinspre Eksterlaar) și liniei 15 (venind dinspre Boechout). Stația, la care lucrările au început în 1974 și care a fost dată în folosință în 1980, datează din perioada mai generoasă financiar în care rețeaua de tramvaie era administrată de MIVA (Maatschappij voor het Intercommunaal Vervoer te Antwerpen, în română Societatea pentru Transport Intermunicipal din Antwerpen) și este placată cu marmură. Totuși, lungimea de 90 de metri proiectată inițial pentru peroane a fost redusă în timpul construcției la 60 de metri. Stația a fost deschisă pe 10 martie 1980, împreună cu stația vecină Diamant și un tronson de tunel de 1,2 km, permițând astfel corespondența cu Gara Centrală.
La nivelul -1 al stației se află un mic hol unde sunt prezente casele de bilete și care permite accesul către toate direcțiile intersecției de deasupra. La nivelul -2 se află peronul pentru tramvaiele care circulă către stația Diamant și centrul orașului. La nivelul -3 se află peronul către ieșirile din tunel din Belgiëlei și Mercatorstraat. Începând de la 1 septembrie 2012, cea de-a doua ieșire este folosită de noua linie 9 de tramvai.

## Imagini

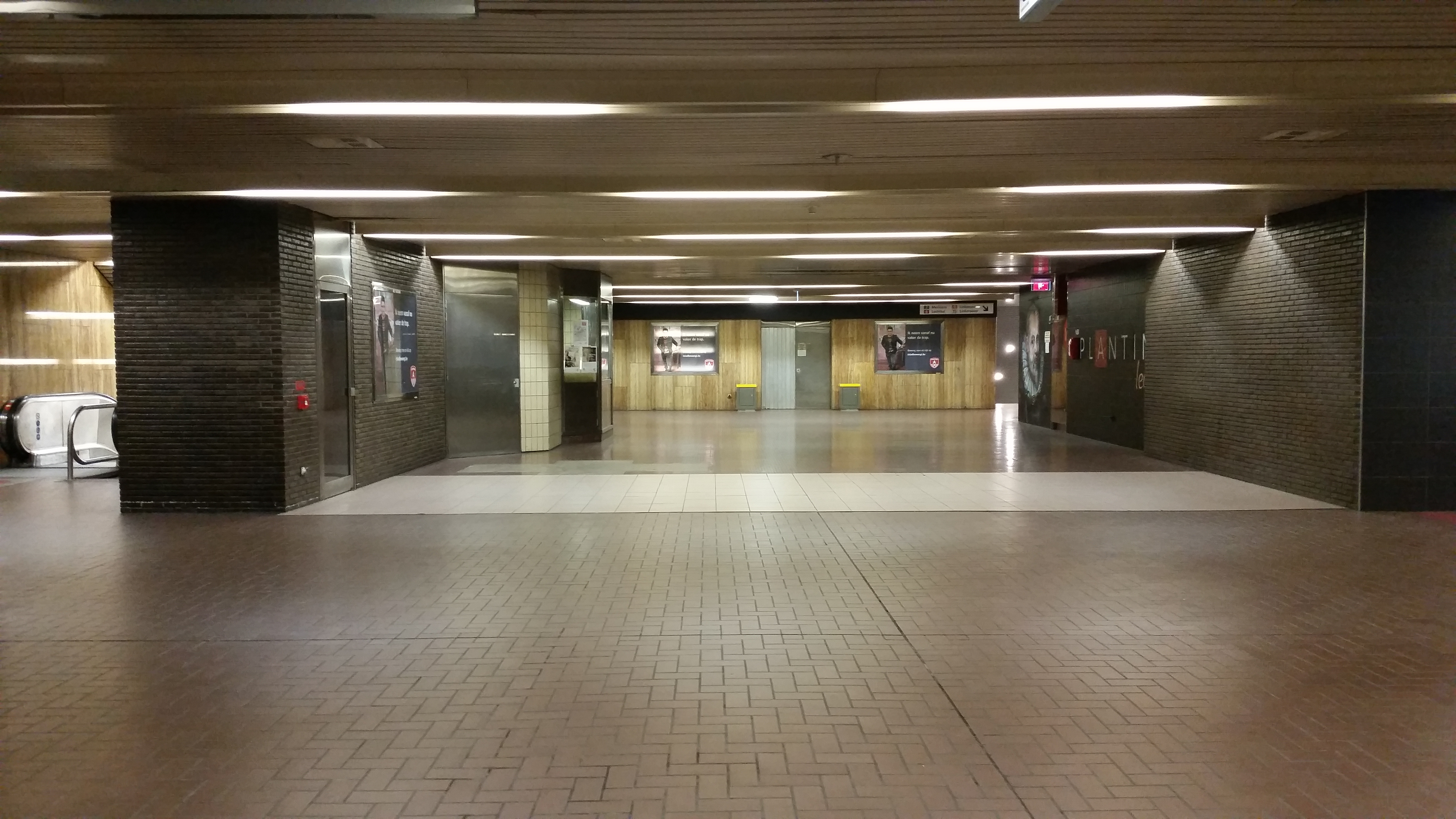
Holul central de la nivelul -1 al stației.
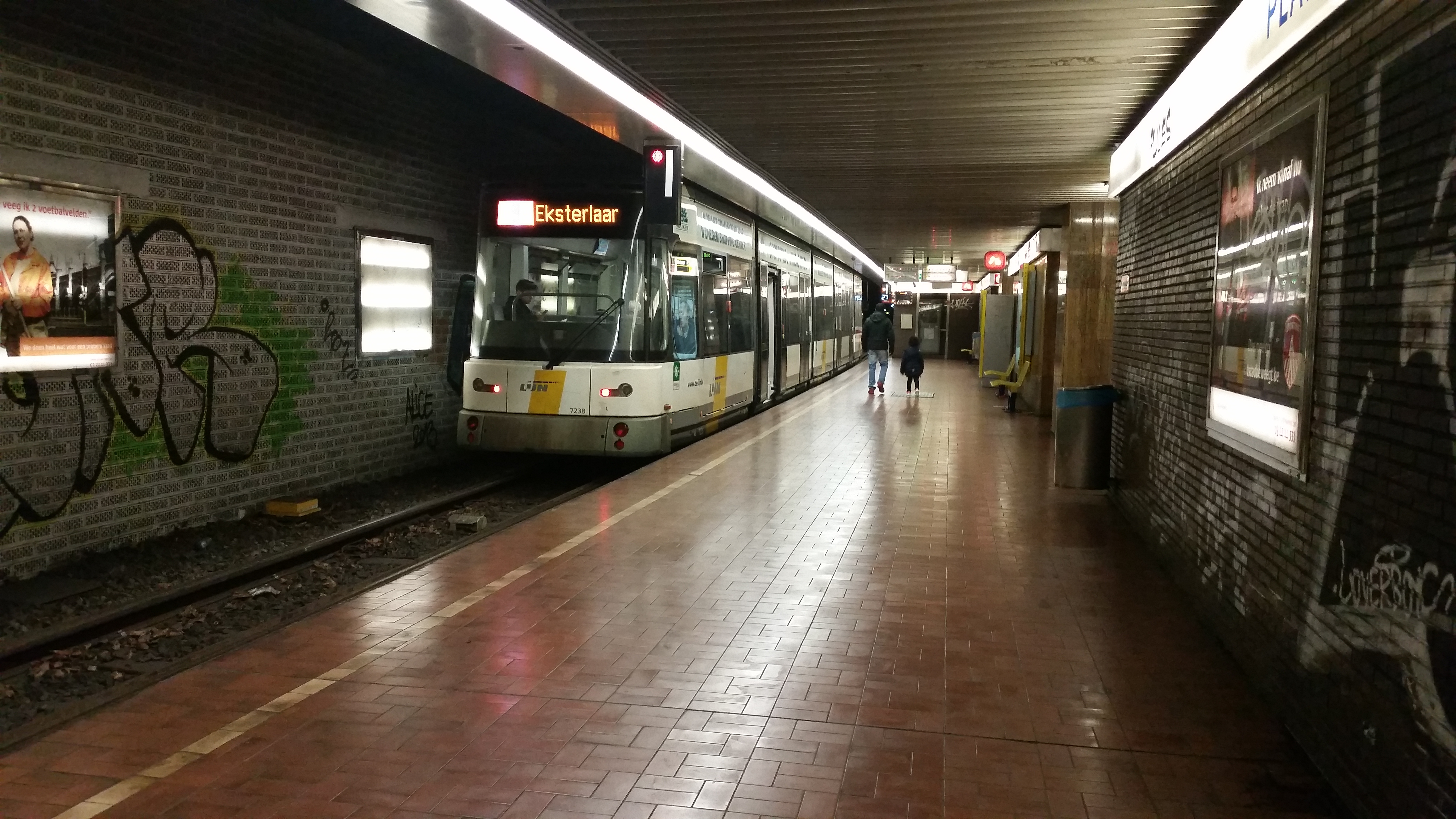
Tramvai al liniei 9 spre Eksterlaar la nivelul -3.